# 松原恭司郎
松原 恭司郎（まつばら きょうしろう、1951年 - ）は日本の公認会計士。SBI大学院大学客員教授。元中央大学大学院特任教授。

## 略歴
世田谷高等学校を経て、高校時代の恩師である萩野浩基（元東北福祉大学学長）の勧めにより公認会計士を目指す。1973年公認会計士第二次試験に合格。1974年に法政大学経済学部を卒業し、国際会計事務所系コンサルティング会社などを経て1992年に独立する。中央大学大学院国際会計研究科客員教授（2006-2008）、筑波大学大学院ビジネス科学研究科非常勤講師（2007）、中央大学大学院国際会計研究科特任教授（2008-2015）、東北福祉大学総合マネジメント学部非常勤講師（2009-2021）を務める。現在は2016年9月からSBI大学院大学客員教授を兼務。BSCフォーラムを立ち上げ会長（2001～2010）も務めた。

## 著書
- 『図解 ERPの導入』（日刊工業新聞社、1997）
- 『バランス・スコアカード経営』（日刊工業新聞社、2000）
- 『図解 日本版SOX法「徹底解説」』（日刊工業新聞社、2006）
- 『日本版SOX法で会計―財務報告に係る内部統制講座』（日刊工業新聞社、2007）
- 『S&OP（英語版）入門―グローバル競争に勝ち抜くための7つのパワー』（日刊工業新聞社、2009）
- 『松原流戦略マップ/BSC(バランス・スコアカード)実践教本』（日刊工業新聞社、2010）
- 『ビジネスモデル・マッピング教本』（日刊工業新聞社、2013）
- 『図解「統合報告（英語版）」の読み方・作り方』（中央経済社、2014）
- 『ROE重視のKPIマネジメント教本』（日刊工業新聞社、2016）
- 『新版【松原流】戦略マップ／ＢＳＣとＯＫＲの連携教本』（日刊工業新聞社、2018）
- 『図解ポケット ＳＤＧｓがよくわかる本』（秀和システム、2019）
- 『図解ポケット ＫＰＩマネジメントがよくわかる本』（秀和システム、2020）
- 『サステナビリティ・ＳＤＧｓ経営』（同文舘出版、2022）

## 共著
- 『経営管理基本技法集』（日本公認会計士協会MS相談所編、第一法規出版、1985）
- 『会計情報システム』（中央新光監査法人編、税務経理協会、1989）
- 『「e‐ビジネス」の主治医 ITコーディネータ』（プレジデント社、2002）

## 編著
- 『システム監査技術者試験：傾向と直前対策』（システム監査技術者試験研究会編、日刊工業新聞社、1987）
- 『キーワードでわかるSCM・ERP事典』（日刊工業新聞社、1999）
- 『バランス・スコアカード経営：なるほどQ＆A』（バランス・スコアカード・フォーラム編、中央経済社、2002）
- 『バランス・スコアカード経営実践マニュアル』（バランス・スコアカード・フォーラム編、中央経済社、2004）
- 『税理士の戦略マップ―成功する事務所の作り方』（中央経済社、2007）
- 『税理士の戦略マップ〈2〉見える化で関与先との親密性アップ』（中央経済社、2010）
- 『ビジネスモデル・マッピング・ケースブック』（日刊工業新聞社、2014）

## 翻訳
- 『MRPIIは経営に役立つか』 オリバー・W・ワイト（日刊工業新聞社、1985）
- 『実務DRP―流通資源管理の革命』アンドレ・J. マーチン（日刊工業新聞社、1987）
- 『企業戦略としてのISO9000』グレッグ ハッチン（日刊工業新聞社、1994）
- 『ステップ・バイ・ステップ バランス・スコアカード経営』ポール・R. ニーブン（中央経済社、2004）

## 参考
- 『ビジネスモデル・マッピング教本』